# كارومبا
كارومبا هي بلدة، في أستراليا، تقع في كوينزلاند، بلغ عدد سكانها 531  نسمة وذلك حسب إحصائيات سنة 2016، رمزها البريدي هو 4891.

## المناخ
يظهر الجدول التالي التغييرات المناخية على مدار السنة لكارومبا:
| البيانات المناخية لـكارومبا              | البيانات المناخية لـكارومبا | البيانات المناخية لـكارومبا | البيانات المناخية لـكارومبا | البيانات المناخية لـكارومبا | البيانات المناخية لـكارومبا | البيانات المناخية لـكارومبا | البيانات المناخية لـكارومبا | البيانات المناخية لـكارومبا | البيانات المناخية لـكارومبا | البيانات المناخية لـكارومبا | البيانات المناخية لـكارومبا | البيانات المناخية لـكارومبا | البيانات المناخية لـكارومبا |
| الشهر                                    | يناير                       | فبراير                      | مارس                        | أبريل                       | مايو                        | يونيو                       | يوليو                       | أغسطس                       | سبتمبر                      | أكتوبر                      | نوفمبر                      | ديسمبر                      | المعدل السنوي               |
| ---------------------------------------- | --------------------------- | --------------------------- | --------------------------- | --------------------------- | --------------------------- | --------------------------- | --------------------------- | --------------------------- | --------------------------- | --------------------------- | --------------------------- | --------------------------- | --------------------------- |
| الدرجة القصوى °م (°ف)                    | 39.8 (103.6)                | 37.6 (99.7)                 | 38.4 (101.1)                | 38.9 (102.0)                | 34.5 (94.1)                 | 32.8 (91.0)                 | 32.4 (90.3)                 | 35.4 (95.7)                 | 36.9 (98.4)                 | 40.4 (104.7)                | 40.7 (105.3)                | 41.3 (106.3)                | 41.3 (106.3)                |
| متوسط درجة الحرارة الكبرى °م (°ف)        | 32.1 (89.8)                 | 31.7 (89.1)                 | 32.5 (90.5)                 | 32.6 (90.7)                 | 29.8 (85.6)                 | 27.9 (82.2)                 | 27.5 (81.5)                 | 28.6 (83.5)                 | 29.9 (85.8)                 | 31.3 (88.3)                 | 32.6 (90.7)                 | 32.4 (90.3)                 | 30.7 (87.3)                 |
| متوسط درجة الحرارة الصغرى °م (°ف)        | 24.4 (75.9)                 | 24.1 (75.4)                 | 23.2 (73.8)                 | 20.7 (69.3)                 | 17.2 (63.0)                 | 15.2 (59.4)                 | 14.0 (57.2)                 | 15.2 (59.4)                 | 18.2 (64.8)                 | 21.0 (69.8)                 | 23.3 (73.9)                 | 24.4 (75.9)                 | 20.1 (68.2)                 |
| أدنى درجة حرارة °م (°ف)                  | 19.6 (67.3)                 | 18.3 (64.9)                 | 18.0 (64.4)                 | 13.6 (56.5)                 | 8.0 (46.4)                  | 6.9 (44.4)                  | 6.1 (43.0)                  | 5.3 (41.5)                  | 10.6 (51.1)                 | 12.2 (54.0)                 | 17.8 (64.0)                 | 17.9 (64.2)                 | 5.3 (41.5)                  |
| معدل هطول الأمطار مم (إنش)               | 231.0 (9.09)                | 260.3 (10.25)               | 156.6 (6.17)                | 30.3 (1.19)                 | 1.0 (0.04)                  | 8.5 (0.33)                  | 7.1 (0.28)                  | 2.0 (0.08)                  | 1.6 (0.06)                  | 7.3 (0.29)                  | 45.5 (1.79)                 | 142.1 (5.59)                | 893.3 (35.16)               |
| متوسط الأيام الممطرة (≥ 0.2 mm)          | 12.7                        | 14.7                        | 9.3                         | 2.8                         | 0.4                         | 1.0                         | 0.6                         | 0.4                         | 0.4                         | 0.9                         | 4.2                         | 8.9                         | 56.3                        |
| المصدر: Australian Bureau of Meteorology |                             |                             |                             |                             |                             |                             |                             |                             |                             |                             |                             |                             |                             |